# Loubens (Ariège)
Loubens (lubɛ̃s, oksyt. Lobenç) – miejscowość i gmina we Francji, w regionie Oksytania, w departamencie Ariège.
Według danych na rok 1990 gminę zamieszkiwały 183 osoby, a gęstość zaludnienia wynosiła 16 osób/km² (wśród 3020 gmin regionu Midi-Pireneje Loubens plasuje się na 880. miejscu pod względem liczby ludności, natomiast pod względem powierzchni na miejscu 984.).